# Helmut Gressieker
Helmut Gressieker (* 1910 in Dortmund; † 1986) war ein deutscher Künstler, Bildhauer, Graphiker, Radierer und Holzschneider.

## Leben
Helmut Gressieker besuchte die Kunsthochschule Hamburg und Berlin und erwarb den Meister-Titel als Steinbildhauer.
Von 1957 bis 1965 war er an der Werkkunstschule Hannover Leiter der Abteilung Künstlerisches Lehramt. Anschließend wurde er Direktor der Werkkunstschule Hildesheim und lebte dann auch in Hildesheim.

## Werke

### Plastiken (unvollständig)
Zahlreiche Plastiken von Helmut Gressieker sind an öffentlichen Gebäuden installiert.
- Stele, Anne-Frank-Schule (Hannover), 1962, Granit, Höhe 300 cm[1]

### Schriften
- gemeinsam mit Walter Borchers: Drei Osnabrücker Maler: Paul Uwe Dreyer, Johannes Eidt, Hinnerk Wehberg. Katalog des Städtischen Museums Osnabrück, Ausstellung vom 24. März – 5. Mai 1963, Osnabrück 1963.
- Festvortrag zur Verleihung von Auszeichnungen an Kunsthandwerker aus Niedersachsen, gehalten am 27. November 1965 anlässlich der Eröffnung der „Weihnachtsschau 1965“ der Arbeitsgemeinschaft Kunsthandwerk Niedersachsen e. V. in der Handwerksform Hannover, in: Werkstattforum / Texte für gestaltende Handwerker und Freunde des Handwerks. Verlag Walter Römhild, Arnsberg 1966
- Helmut Gressieker (Illustrationen): Die Holz- u. Linolschnitte. anlässlich der Ausstellung vom 13. September – zum 13. Oktober 1978, Kulturgeschichtliches Museum, Osnabrück (Gestaltung: Manfred Meinz), 1978
- Lehre der plastischen Gestaltung. In: Deutsche Bibliographie. Reihe N, angezeigt unter dem Titel Gressieker, Helmut: Gestaltlehre der Plastik. Kohlhammer, Stuttgart, Berlin, Köln, Mainz 1983, ISBN 3-17-007913-1.
- Bildende Kunst und integrales Bewusstsein. Olms, Hildesheim/Zürich/New York 1983, ISBN 3-487-07449-4.
- Helmut Gressieker (Bd. 1): Heinz Metell – ein Leben mit Bildern / retrospektive Werkausgabe in drei Bänden zum 75. Geburtstag des Künstlers. (aus Anlass der Ausstellung Heinz Metell – Aquarelle und Radierungen, im Roemer-und-Pelizaeus-Museum Hildesheim vom 28. Februar bis zum 5. April 1999), hrsg. vom Kunstverein Hildesheim, Roemer- und Pelizaeus-Museum Hildesheim, Lax, Hildesheim 1999, ISBN 3-8269-0601-2